# Leonas Raclauskas
Leonas Raclauskas (* 19. Februar 1908; † unbekannt) war ein litauischer Fußballspieler. 

## Karriere
Leonas Raclauskas spielte in seiner Vereinskarriere von der nur die Jahre 1931 bis 1933 überliefert sind für den LFLS Kaunas.
Zwischen 1931 und 1933 kam Raclauskas zudem sechsmal für Litauische Fußballnationalmannschaft zum Einsatz. Er debütierte am 26. August 1931 gegen Rumänien. Bei der 2:4-Niederlage in Kaunas traf der als Stürmer agierende Raclauskas zum zwischenzeitlichen 1:2-Anschlusstreffer. Mit der Nationalmannschaft nahm er am Baltic Cup 1931 in Estland teil.